# Frederica (Delaware)
Frederica é uma vila localizada no estado americano de Delaware, no condado de Kent.

## Geografia
De acordo com o United States Census Bureau, a vila tem uma área de 5 km², onde todos os 5 km² estão cobertos por terra.

### Localidades na vizinhança
O diagrama seguinte representa as localidades num raio de 16 km ao redor de Frederica.

## Demografia
Segundo o censo nacional de 2010, a sua população é de 774 habitantes e sua densidade populacional é de 155,6 hab/km². Possui 321 residências, que resulta em uma densidade de 64,5 residências/km².